# Liste der US-amerikanischen Meister im Skispringen

Logo des US-Ski-Team

Die Liste der US-amerikanischen Meister im Skispringen listet alle Meister seit der ersten Meisterschaft im Jahre 1904. Bis 2009 wurden die Meisterschaften fortlaufend nach den Jahren nummeriert, in denen sie stattfanden. Seit 2010 werden die Meisterschaften wie bei der FIS nach Saison gewertet, das heißt, die Meisterschaften im Oktober 2013 gelten als Meisterschaften 2014. Während der Sieger von der Normalschanze den Paul-Bietila-Award erhält, bekommt der Meister von der Großschanze den Torger-Tokle-Award. Darüber hinaus wird der jeweils beste Junior mit dem Sons-of-Norway-Junior-Jumping-Award ausgezeichnet. Die Preise werden dabei an den jeweils besten US-Amerikaner vergeben, sodass die siegenden internationalen Athleten nicht gekürt wurden.
Bei den Herren sind Lars Haugen und Todd Lodwick mit je acht Titeln am erfolgreichsten. Bei den Frauen ist Jessica Jerome mit fünf Titeln die erfolgreichste Springerin.

## Wettbewerbe

### Männer
| Jahr        | Ort               | Schanze                                         | Meister                       | Vize              | Dritter            |
| ----------- | ----------------- | ----------------------------------------------- | ----------------------------- | ----------------- | ------------------ |
| 1904        | Ishpeming         | Suicide Hill (K90)                              | Conrad Thompson               |                   |                    |
| 1905        | Ishpeming         | Suicide Hill (K90)                              | Ole Westgaard                 |                   |                    |
| 1906        | Ishpeming         | Suicide Hill (K90)                              | Ole Feiring                   |                   |                    |
| 1907        |                   |                                                 | Olaf Jonnum                   |                   |                    |
| 1908        | Eau Claire        | Silver Mine Hill (K85)                          | John Evenson                  |                   |                    |
| 1909        | Duluth            | Chester Bowl Park (K88)                         | John Evenson                  |                   |                    |
| 1910        | Coleraine         | Ole Mangseth Memorial Ski Jump (K70)            | Anders Haugen                 |                   |                    |
| 1911        | Chippewa Falls    | Chippewa Falls Ski Jump (K40)                   | Francis Kempe                 |                   |                    |
| 1912        | Fox River Grove   | Cary Hill (K70)                                 | Lars Haugen                   |                   |                    |
| 1913        | Ironwood          | Wolverine Hill (K66)                            | Ragnar Omtvedt                |                   |                    |
| 1914        |                   |                                                 | Ragnar Omtvedt                |                   |                    |
| 1915        | Duluth            | Chester Bowl Park (K88)                         | Lars Haugen                   |                   |                    |
| 1916        |                   |                                                 | Henry Hall                    |                   |                    |
| 1917        | St. Paul          | Battle Creek Ski Jump (K55)                     | Ragnar Omtvedt                |                   |                    |
| 1918        | Fox River Grove   | Cary Hill (K70)                                 | Lars Haugen                   |                   |                    |
| 1919        | Chippewa Falls    | Chippewa Falls Ski Jump (K40)                   | abgesagt                      | abgesagt          | abgesagt           |
| 1920        | Chippewa Falls    | Chippewa Falls Ski Jump (K40)                   | Lars Haugen                   |                   |                    |
| 1921        | Steamboat Springs | Howelsen Hill (K114)                            | Carl Howelsen                 |                   |                    |
| 1922        | Fox River Grove   | Cary Hill (K70)                                 | Lars Haugen                   |                   |                    |
| 1923        | Minneapolis       | Wirth Park Ski Jump (K30)                       | Anders Haugen                 |                   |                    |
| 1924        | Brattleboro       | Harris Hill (K88)                               | Lars Haugen                   |                   |                    |
| 1925        | Canton            | Canton Ski Hill (K50)                           | Alfred Ohrn                   |                   |                    |
| 1926        | Duluth            | Chester Bowl Park (K88)                         | Anders Haugen                 |                   |                    |
| 1927        | Steamboat Springs | Howelsen Hill (K114)                            | Lars Haugen                   |                   |                    |
| 1928        | Red Wing          | Mt Charlson Ski Jump (K50)                      | Lars Haugen                   |                   |                    |
| 1929        | Brattleboro       | Harris Hill (K88)                               | Strand Mikkelsen              |                   |                    |
| 1930        | Canton            | Canton Ski Hill (K50)                           | Caspar Oimoen                 |                   |                    |
| 1931        | Fox River Grove   | Cary Hill (K70)                                 | Caspar Oimoen                 |                   |                    |
| 1932        | Tahoe City        | Olympic Hill (K60)                              | Anton Lekang                  |                   |                    |
| 1933        | Salisbury         | John Satre Hill (K65)                           | Roy Mikkelsen                 |                   |                    |
| 1934        | Fox River Grove   | Cary Hill (K70)                                 | Caspar Oimoen                 |                   |                    |
| 1935        | Canton            | Canton Ski Hill (K50)                           | Roy Mikkelsen                 |                   |                    |
| 1936        | Red Wing          | Mt Charlson Ski Jump (K50)                      | George Kotlarek               |                   |                    |
| 1937        | Salt Lake City    | Ecker Hill (K80)                                | Sigmund Ruud                  |                   |                    |
| 1938        | Brattleboro       | Harris Hill (K88)                               | Sig Ulland Birger Ruud        |                   |                    |
| 1939        | St. Paul          | Battle Creek Ski Jump (K55)                     | Reidar Andersen               |                   |                    |
| 1940        | Berlin            | Big Nansen Ski Jump (K82)                       | Alf Engen                     |                   |                    |
| 1941        | Snoqualmie Pass   | Milwaukee Road Ski Bowl Jump (K90)              | Torger Tokle                  |                   |                    |
| 1942        | Duluth            | Chester Bowl Park (K88)                         | Ola Aanjesen                  |                   |                    |
| 1943        |                   |                                                 | nicht ausgetragen             | nicht ausgetragen | nicht ausgetragen  |
| 1944        |                   |                                                 | nicht ausgetragen             | nicht ausgetragen | nicht ausgetragen  |
| 1945        |                   |                                                 | nicht ausgetragen             | nicht ausgetragen | nicht ausgetragen  |
| 1946        | Steamboat Springs | Howelsen Hill (K114)                            | Ola Aanjesen                  |                   |                    |
| 1947        | Ishpeming         | Suicide Hill (K90)                              | Arnholdt Kongsgård            |                   |                    |
| 1948        | Snoqualmie Pass   | Milwaukee Road Ski Bowl Jump (K90)              | Arne Ulland                   |                   |                    |
| 1949        | Salt Lake City    | Ecker Hill (K80)                                | Petter Hugsted                |                   |                    |
| 1950        | Duluth            | Chester Bowl Park (K88)                         | Olavi Kuronen                 |                   |                    |
| 1951        | Brattleboro       | Harris Hill (K88)                               | Arthur Tokle                  |                   |                    |
| 1952        | Salisbury         | John Satre Hill (K65)                           | Clarence Hill                 |                   |                    |
| 1953        | Steamboat Springs | Howelsen Hill (K114)                            | Arthur Tokle                  |                   |                    |
| 1954        | Ishpeming         | Suicide Hill (K90)                              | Roy Sherwood                  |                   |                    |
| 1955        | Leavenworth       | Bakke Hill (K100)                               | Rudy Maki                     |                   |                    |
| 1956        | Westby            | Snowflake (K100)                                | Keith Zuehlke                 |                   |                    |
| 1957        | Berlin            | Big Nansen Ski Jump (K82)                       | Ansten Samuelstuen            |                   |                    |
| 1958        | Iron Mountain     | Pine Mountain Jump (K120)                       | Bill Olson                    |                   |                    |
| 1959        | Leavenworth       | Bakke Hill (K100)                               | Willie Erikson                |                   |                    |
| 1960        | Iron Mountain     | Pine Mountain Jump (K120)                       | James Brennan                 |                   |                    |
| 1961        | Brattleboro       | Harris Hill (K88)                               | Ansten Samuelstuen            |                   |                    |
| 1962        | Fox River Grove   | Cary Hill (K70)                                 | Ansten Samuelstuen            |                   |                    |
| 1963        | Steamboat Springs | Howelsen Hill                                   | Gene Kotlarek                 |                   |                    |
| 1964        | Ishpeming         | Suicide Hill (K90)                              | John Balfanz                  |                   |                    |
| 1965        | Berlin            | Big Nansen Ski Jump (K82)                       | Dave Hicks                    |                   |                    |
| 1966        | Iron Mountain     | Pine Mountain Jump                              | Gene Kotlarek                 |                   |                    |
| 1967        | Leavenworth       | Bakke Hill (K100)                               | Gene Kotlarek                 |                   |                    |
| 1968        | Westby            | Snowflake (K100)                                | Jay Martin                    |                   |                    |
| 1969        | Brattleboro       | Harris Hill (K88)                               | Adrian Watt                   |                   |                    |
| 1970        | Eau Claire        | Silver Mine Hill (K85)                          | Bill Bakke                    | Pete Robes        | Greg Swor          |
| 1971        |                   |                                                 | Jerry Martin                  |                   |                    |
| 1972        | Berlin            | Big Nansen Ski Jump (K82)                       | Greg Swor                     |                   |                    |
| 1973        | Ishpeming         | Suicide Hill (K90)                              | Jerry Martin                  |                   |                    |
| 1974        | Leavenworth       | Bakke Hill (K100)                               | Ron Steele                    |                   |                    |
| 1975        | Brattleboro       | Harris Hill (K88)                               | Jerry Martin                  |                   |                    |
| 1976        | Squaw Valley      | Papoose Peak Jumps (K80)                        | Jim Denney                    |                   |                    |
| 1977        | Gilford           | Torger Tokle Memorial Ski Jump (K87)            | Jim Denney                    |                   |                    |
| 1978        | Leavenworth       | Bakke Hill (K100)                               | Mike Devecka                  |                   |                    |
| 1979        | Ishpeming         | Suicide Hill (K90)                              | Jeff Davis                    |                   |                    |
| 1980        | Eau Claire        | Silver Mine Hill (K85)                          | Walter Malmquist              |                   |                    |
| 1981        | Steamboat Springs | Howelsen Hill (K90)                             | Horst Bulau                   |                   |                    |
| 1981        | Steamboat Springs | Howelsen Hill (K114)                            | Horst Bulau                   |                   |                    |
| 1982        | Lake Placid       | MacKenzie Intervale Ski Jumping Complex (K90)   | Reed Zuehlke                  |                   |                    |
| 1982        | Lake Placid       | MacKenzie Intervale Ski Jumping Complex (K120)  | Jeff Hastings                 |                   |                    |
| 1983        | Eau Claire        | Silver Mine Hill (K85)                          | Mark Konopacke                | John Broman       | Reed Zuehlke       |
| 1983        | Westby            | Snowflake (K106)                                | Jeff Hastings                 | Mark Konopacke    | Mike Holland       |
| 1984        | Steamboat Springs | Howelsen Hill (K90)                             | Jeff Hastings                 |                   |                    |
| 1984        | Steamboat Springs | Howelsen Hill (K114)                            | Jeff Hastings                 |                   |                    |
| 1985        | Gilford           | Torger Tokle Memorial Ski Jump (K87)            | Chris Hastings                |                   |                    |
| 1986        | Steamboat Springs | Howelsen Hill (K90)                             | Rick Mewborn                  |                   |                    |
| 1986        | Steamboat Springs | Howelsen Hill (K114)                            | Mike Holland                  |                   |                    |
| 1987        | Ishpeming         | Suicide Hill (K90)                              | Chris Hastings                |                   |                    |
| 1987        | Steamboat Springs | Howelsen Hill (K114)                            | Mike Holland                  |                   |                    |
| 1988        | Steamboat Springs | Howelsen Hill (K90)                             | Mark Konopacke                |                   |                    |
| 1988        | Steamboat Springs | Howelsen Hill (K114)                            | Mike Holland                  |                   |                    |
| 1989        | Lake Placid       | MacKenzie Intervale Ski Jumping Complex (K90)   | Mike Holland                  |                   |                    |
| 1989        | Lake Placid       | MacKenzie Intervale Ski Jumping Complex (K114)  | Mike Holland                  |                   |                    |
| 1990        | Eau Claire        | Silver Mine Hill (K85)                          | Jim Holland                   |                   |                    |
| 1990        | Westby            | Snowflake (K106)                                | Jim Holland                   |                   |                    |
| 1991        | Steamboat Springs | Howelsen Hill (K90)                             | Jim Holland Mark Konopacke    |                   |                    |
| 1991        | Steamboat Springs | Howelsen Hill (K114)                            | Ryan Heckman                  |                   |                    |
| 1992        | Brattleboro       | Harris Hill (K88)                               | Jim Holland                   |                   |                    |
| 1992        | Lake Placid       | MacKenzie Intervale Ski Jumping Complex (K120)  | Jim Holland                   |                   |                    |
| 1993        | Westby            | Snowflake (K106)                                | Jim Holland                   |                   |                    |
| 1994        | Steamboat Springs | Howelsen Hill (K90)                             | Randy Weber                   |                   |                    |
| 1994        | Steamboat Springs | Howelsen Hill (K114)                            | Todd Lodwick                  |                   |                    |
| 1995        | Park City         | Utah Olympic Park Jumps (K90)                   | Randy Weber                   |                   |                    |
| 1996        | Lake Placid       | MacKenzie Intervale Ski Jumping Complex (K90)   | Randy Weber                   |                   |                    |
| 1996        | Lake Placid       | MacKenzie Intervale Ski Jumping Complex (K120)  | Randy Weber                   |                   |                    |
| 1997        | Westby            | Snowflake (K106)                                | Casey Colby                   |                   |                    |
| 1998        | Steamboat Springs | Howelsen Hill (K90)                             | Randy Weber                   | Casey Colby       | Bill Demong        |
| 1998        | Steamboat Springs | Howelsen Hill (K114)                            | Todd Lodwick                  | Randy Weber       | Casey Colby        |
| 1999        | Lake Placid       | MacKenzie Intervale Ski Jumping Complex (K90)   | Todd Lodwick                  | Rhys Hecox        | Alan Alborn        |
| 1999        | Lake Placid       | MacKenzie Intervale Ski Jumping Complex (K120)  | Alan Alborn                   | Brendan Doran     | Todd Lodwick       |
| 2000        | Steamboat Springs | Howelsen Hill (K90)                             | Brendan Doran                 | Todd Lodwick      | Clint Jones        |
| 2000        | Steamboat Springs | Howelsen Hill (K114)                            | Clint Jones                   | Todd Lodwick      | Brendan Doran      |
| 2001        | Park City         | Utah Olympic Park Jumps (K90)                   | Alan Alborn                   |                   |                    |
| 2001        | Park City         | Utah Olympic Park Jumps (K120)                  | Bill Demong                   |                   |                    |
| 2002        | Steamboat Springs | Howelsen Hill (K90)                             | Alan Alborn                   |                   |                    |
| 2002        | Steamboat Springs | Howelsen Hill (K114)                            | Alan Alborn                   |                   |                    |
| 2003        | Steamboat Springs | Howelsen Hill (K90)                             | Alan Alborn                   |                   |                    |
| 2003        | Steamboat Springs | Howelsen Hill (HS127)                           | Johnny Spillane               |                   |                    |
| 2004        | Steamboat Springs | Howelsen Hill (HS100)                           | Todd Lodwick                  | Clint Jones       | Johnny Spillane    |
| 2004        | Steamboat Springs | Howelsen Hill (HS127)                           | Todd Lodwick                  | Johnny Spillane   | Thomas Schwall     |
| 2005        | Steamboat Springs | Howelsen Hill (HS100)                           | Todd Lodwick                  |                   |                    |
| 2005        | Steamboat Springs | Howelsen Hill (HS127)                           | Todd Lodwick                  |                   |                    |
| 2006        | Steamboat Springs | Howelsen Hill (HS100)                           | Clint Jones                   | Todd Lodwick      | Thomas Schwall     |
| 2006        | Steamboat Springs | Howelsen Hill (HS127)                           | Todd Lodwick                  | Clint Jones       | Thomas Schwall     |
| 2007        | Steamboat Springs | Howelsen Hill (HS100)                           | Bill Demong                   |                   |                    |
| 2007        | Steamboat Springs | Howelsen Hill (HS127)                           | Bill Demong                   |                   |                    |
| 2008        | Park City         | Utah Olympic Park Jumps (HS100)                 | Johnny Spillane               |                   |                    |
| 2008        | Park City         | Utah Olympic Park Jumps (HS134)                 | Anders Johnson                |                   | Nicholas Alexander |
| 2009        | Park City         | Utah Olympic Park Jumps (HS100)                 | Anders Johnson                |                   |                    |
| 2009        | Park City         | Utah Olympic Park Jumps (HS134)                 | Nicholas Alexander            |                   |                    |
| 2010        |                   |                                                 | nicht ausgetragen             | nicht ausgetragen | nicht ausgetragen  |
| 2011        | Park City         | Utah Olympic Park Jumps (HS100)                 | Peter Frenette                |                   | Anders Johnson     |
| 2011        | Park City         | Utah Olympic Park Jumps (HS134)                 | Peter Frenette                |                   | Anders Johnson     |
| 2012        | Fox River Grove   | Cary Hill (K70)                                 | Anders Johnson                |                   |                    |
| 2012        | Park City         | Utah Olympic Park Jumps (HS134)                 | Peter Frenette                |                   |                    |
| Sommer 2012 | Park City         | Utah Olympic Park Jumps (HS100)                 | Anders Johnson                | Nicholas Fairall  |                    |
| Sommer 2012 | Park City         | Utah Olympic Park Jumps (HS134)                 | Anders Johnson Peter Frenette |                   |                    |
| 2013        | Park City         | Utah Olympic Park Jumps (HS100)                 | Nicholas Fairall              |                   |                    |
| 2014        | Lake Placid       | MacKenzie Intervale Ski Jumping Complex (HS100) | Nicholas Alexander            | Nicholas Fairall  | Anders Johnson     |
| 2015        | Park City         | Utah Olympic Park Jumps (HS134)                 | William Rhoads                | Kevin Bickner     | Christian Friberg  |
| 2015        | Lake Placid       | MacKenzie Intervale Ski Jumping Complex (HS100) | Michael Glasder               | Kevin Bickner     | Nick Mattoon       |
| 2016        | Park City         | Utah Olympic Park Jumps (HS134)                 | William Rhoads                | Kevin Bickner     | Casey Larson       |
| 2016        | Lake Placid       | MacKenzie Intervale Ski Jumping Complex (HS100) | William Rhoads                | Kevin Bickner     | Casey Larson       |
| 2017        | Park City         | Utah Olympic Park Jumps (HS134)                 | William Rhoads                | Casey Larson      | Kevin Bickner      |
| 2017        | Lake Placid       | MacKenzie Intervale Ski Jumping Complex (HS100) | Michael Glasder               | Kevin Bickner     | Bryan Fletcher     |
| 2018        | Park City         | Utah Olympic Park Jumps (HS134)                 | Kevin Bickner                 | Casey Larson      | Decker Dean        |
| 2018        | Park City         | Utah Olympic Park Jumps (HS100)                 | Kevin Bickner                 | Casey Larson      | Decker Dean        |
| 2019        | Park City         | Utah Olympic Park Jumps (HS100)                 | Kevin Bickner                 | Casey Larson      | Decker Dean        |
| 2021        | Park City         | Utah Olympic Park Jumps (HS134)                 | Casey Larson                  | Decker Dean       | Andrew Urlaub      |
| 2021        | Park City         | Utah Olympic Park Jumps (HS100)                 | Casey Larson                  | Andrew Urlaub     | Decker Dean        |
| 2022        | Lake Placid       | MacKenzie Intervale Ski Jumping Complex (HS128) | Casey Larson                  | Erik Belshaw      | Andrew Urlaub      |
| 2022        | Lake Placid       | MacKenzie Intervale Ski Jumping Complex (HS100) | Casey Larson                  | Andrew Urlaub     | Erik Belshaw       |
| 2024        | Lake Placid       | MacKenzie Intervale Ski Jumping Complex (HS128) | Tate Frantz                   | Casey Larson      | Andrew Urlaub      |
| 2024        | Lake Placid       | MacKenzie Intervale Ski Jumping Complex (HS100) | Tate Frantz                   | Erik Belshaw      | Decker Dean        |

### Frauen
| Jahr        | Ort               | Schanze                                         | Meisterin           | Vize                | Dritte                     |
| ----------- | ----------------- | ----------------------------------------------- | ------------------- | ------------------- | -------------------------- |
| 1999        | Lake Placid       | MacKenzie Intervale Ski Jumping Complex (HS100) | Lindsey Van         | Liz Szotyori        | Veronica Myra              |
| 2001        | Lake Placid       | MacKenzie Intervale Ski Jumping Complex (HS100) | Lindsey Van         |                     |                            |
| 2002        | Steamboat Springs | Howelsen Hill (K70)                             | Jessica Jerome      | Lindsey Van         |                            |
| 2004        | Steamboat Springs | Howelsen Hill (K70)                             | Lindsey Van         | Jessica Jerome      |                            |
| 2009        | Lake Placid       | MacKenzie Intervale Ski Jumping Complex (HS100) | Jessica Jerome      |                     |                            |
| 2011        | Fox River Grove   | Cary Hill (K70)                                 | Sarah Hendrickson   |                     |                            |
| 2012        | Park City         | Utah Olympic Park Jumps (HS100)                 | Jessica Jerome      |                     | Nina Lussi                 |
| 2012        | Park City         | Utah Olympic Park Jumps (HS134)                 | Jessica Jerome      |                     |                            |
| Sommer 2013 | Park City         | Utah Olympic Park Jumps (HS134)                 | Sarah Hendrickson   |                     |                            |
| 2014        | Lake Placid       | MacKenzie Intervale Ski Jumping Complex (HS100) | Lindsey Van         | Jessica Jerome      | Alissa Johnson             |
| 2015        | Park City         | Utah Olympic Park Jumps (HS134)                 | Nina Lussi          | Tara Geraghty-Moats | Abby Hughes                |
| 2015        | Lake Placid       | MacKenzie Intervale Ski Jumping Complex (HS100) | Nita Englund        | Abby Hughes         | Nina Lussi                 |
| 2016        | Park City         | Utah Olympic Park Jumps (HS134)                 | Jessica Jerome      | Cara Larson         | Logan Sankey               |
| 2016        | Lake Placid       | MacKenzie Intervale Ski Jumping Complex (HS100) | Tara Geraghty-Moats | Nina Lussi          | Gabriella Armstrong        |
| 2017        | Park City         | Utah Olympic Park Jumps (HS134)                 | Nita Englund        | Abby Ringquist      | Nina Lussi                 |
| 2017        | Lake Placid       | MacKenzie Intervale Ski Jumping Complex (HS100) | Nina Lussi          | Nita Englund        | Abby Ringquist             |
| 2018        | Park City         | Utah Olympic Park Jumps (HS134)                 | Nita Englund        | Tara Geraghty-Moats | Annika Belshaw             |
| 2018        | Park City         | Utah Olympic Park Jumps (HS100)                 | Nita Englund        | Tara Geraghty-Moats | Annika Belshaw             |
| 2019        | Park City         | Utah Olympic Park Jumps (HS100)                 | Nina Lussi          | Anna Hoffmann       | Annika Belshaw             |
| 2021        | Park City         | Utah Olympic Park Jumps (HS134)                 | Annika Belshaw      | Anna Hoffmann       | Nina Lussi                 |
| 2021        | Park City         | Utah Olympic Park Jumps (HS100)                 | Annika Belshaw      | Nina Lussi          | Anna Hoffmann Logan Sankey |
| 2022        | Lake Placid       | MacKenzie Intervale Ski Jumping Complex (HS128) | Annika Belshaw      | Paige Jones         | Anna Hoffmann              |
| 2022        | Lake Placid       | MacKenzie Intervale Ski Jumping Complex (HS100) | Annika Belshaw      | Paige Jones         | Samantha Macuga            |
| 2023        | Lake Placid       | MacKenzie Intervale Ski Jumping Complex (HS128) | Annika Belshaw      | Paige Jones         | Josie Johnson              |
| 2023        | Lake Placid       | MacKenzie Intervale Ski Jumping Complex (HS100) | Annika Belshaw      | Paige Jones         | Josie Johnson              |
| 2024        | Lake Placid       | MacKenzie Intervale Ski Jumping Complex (HS128) | Annika Belshaw      | Paige Jones         | Josie Johnson              |
| 2024        | Lake Placid       | MacKenzie Intervale Ski Jumping Complex (HS100) | Annika Belshaw      | Josie Johnson       | Samantha Macuga            |